# 約翰·艾曼達
約翰·艾曼達（瑞典語：Johan Elmander，1981年5月27日—）瑞典足球運動員，司職前鋒。

## 生平

### 球會
艾文達於2008年由法甲球會圖盧茲轉投英超保頓，簽訂3年合約。2011年夏季約滿拒絕續約而被放棄，隨即免費加盟土超傳統班霸之一的加拉塔沙雷，簽約三年。

### 國家隊
艾曼達在47場國際賽中替瑞典攻入了13球，並入選國家隊代表參加2006年世界杯及2008年歐洲國家杯。

## 私人生活
艾曼達的兩位親兄弟彼德和派崔克也是效力於瑞典職業聯賽。
艾曼達是跟他高校認識的戀人Amanda Calvin結婚。並於2007年12月27日在女方的家鄉Hemsjö舉行了一次鋪張的婚禮，當日包括他前球會的好友卡斯唐和莊臣在內，超過200位來賓參與其中，而他倆的典禮中找來了瑞典藝人Christoffer Hiding作表演嘉賓。他倆在2008年8月宣佈誕下他們的第一個小孩。

## 榮譽
飛燕諾
- 歐洲足協杯: 2002年

佐加頓斯;
- 瑞典超級聯賽冠軍: 2002年, 2003年
- 瑞典盃冠軍: 2002年

邦比
- 丹麥超級聯賽冠軍: 2004年–2005年
- 丹麥杯冠軍: 2004年–2005年

加拉塔沙雷
- 土耳其超級聯賽冠軍: 2011年–2012年, 2012年–2013年
- 土耳其超級杯冠軍: 2012年, 2013年

個人
- 邦比最佳球員: 2005  [7]

## 外部連結
- Johan Elmander – FIFA國際賽競賽紀錄 (存檔)
- （丹麦文） Brøndby IF profile
- Career stats
- 足球数据库：約翰·艾曼達的球员统计数据